# ジャン・ロンドー (音楽家)
ジャン・ロンドー（Jean Rondeau）は1991年4月23日パリ生まれのチェンバロ奏者。

## 経歴
パリ国立高等音楽院でチェンバロおよび通奏低音を修め、2013年審査員満場一致の最高評定を得る。
2012年ブリュージュ古楽フェスティバルにおいてチェンバロ部門一位を獲得。
2013年、Radio francohpones publiques「２０１４年新人ソリスト（Jeune Soliste 2014）」のタイトルを受賞。
パリ国立高等音楽院の同窓生三人と結成したバロック・アンサンブル「Nevermind」のメンバー。2011年にはジャズ・カルテット「Note Forget」を設立している。
2014年、エラト（Erato）社と独占契約。2015年1月、ヨハン・セバスチャン・バッハをテーマに初アルバム「Imagine」を発表。
2015年、 Victoires de la musique classiqueの« Révélation soliste instrumental de l'année »のタイトルを獲得。

## ディスコグラフィー
- Johann Sebastian Bach, Imagine, Erato, 2015年１月
- Jean-Philippe Rameau et Joseph-Nicolas Royer,  Vertigo, Erato, 2016年2月(アサス城での録音）

## 参考資料
- 経歴（Concerts parisiensのサイト）仏語・英語
- インタビュー（La Lettre du Musicien）仏語